# Jelševec (rak)
Jelševec (znanstveno ime Astacus astacus) je ogroženi rak deseteronožec, ki živi v evropskih sladkih vodah.

## Opis in biologija
Odrasli samci dosežejo dolžino do 16 cm, samice so nekoliko manjše in dosežejo le do 12 cm. Barva telesa je med habitati zelo različna, od svetlo rjave do skoraj črne, posamezni primerki so lahko celo modrikasti. Škarje so ponavadi v oranžno-rdečih odtenkih. Gre za nočne živali, ki se hranijo z različnimi vodnimi žuželkami, črvi, mehkužci, pa tudi z nekaterimi vodnimi rastlinami. Dneve preživijo v izkopanih rovih. Spolno dozorijo med tretjim in četrtim letom starosti. V preteklosti so bili jelševci priljubljena hrana ljudi, zaradi česar so jih bogatejši sloji pogosto tudi gojili.